# Верба, Геннадий Ефимович
Геннадий Ефимович Верба (род. 1966, Украинская ССР, Советский Союз) — советский, американский, российский и израильский инженер и изобретатель, конструктор дирижаблей и аэростатов. Является членом-корреспондентом Российской академии космонавтики имени К. Э. Циолковского и вице-президентом «Русского воздухоплавательного общества».

## Биография
Родился в еврейской семье. В 1990 окончил Львовский политехнический институт. С началом Перестройки во второй половине 1980-х годов вместе с другом И. Пастернаком основал кооператив «Эрос Лтд.», компанию по производству аэростатов и дирижаблей различного назначения, включая рекламу и метеорологию в СССР и за границей. В 1992-1996 являлся вице-президентом компании Worldwide Aeros Corp в Соединённых Штатах. С 1997 на базе Воздухоплавательного центра «Авгуръ», в котором занял должность генерального директора, в качестве председателя совета директоров руководит работой НПО «РосАэроСистемы», специализирующейся на создании дирижаблей и привязных аэростатов. Основал компанию по постройке дирижаблей «Atlas LTA» в Израиле.

## Публикации
- Верба Г. Е. Перспективы использования аэростатической техники в топливно-энергетическом комплексе. 2007.